# Хайдаров, Азиз Саидрахимович
Азизбе́к  (Ази́з) Саидрахи́мович Хайда́ров (узб. Azizbek Saidrahimovich Haydarov; 8 июля 1985 года, Ташкент, Узбекская ССР, СССР) — узбекистанский футболист, игравший на позиции полузащитника. Являлся одним из основных игроков национальной сборной Узбекистана до 2018 года. С августа 2019 года является директором центра национальных сборных при Футбольной ассоциации Узбекистана.

## Карьера

### Клубная
Начал профессиональную карьеру в ташкентском «Локомотиве» в 2004 году. В 2007—2011 годах выступал за ташкентский «Бунёдкор». 26 июля 2011 года подписал контракт с клубом «Аль-Шабаб» из ОАЭ.

### Международная
Выступал за олимпийскую сборную Узбекистана и был её капитаном.
Дебютировал в национальной сборной Узбекистана в 2007 году. Принимал участие в трёх финальных турнирах Кубка Азии — в 2007 году (участвовал в трёх матчах), 2011 году (сыграл во всех шести матчах своей команды и стал полуфиналистом) и 2015 году (сыграл во всех четырёх матчах).

## Достижения
- Чемпион Узбекистана (3): 2008, 2009, 2010
- Серебряный призёр чемпионата Узбекистана: 2007
- Обладатель Кубка Узбекистана: 2008, 2010
- Финалист Кубка Узбекистана: 2007, 2009